# Ryūzōji Takanobu
Ryūzōji Takanobu (龍造寺 隆信?; 24 marzo 1530 – 4 maggio 1584) è stato un daimyō giapponese del periodo Sengoku della provincia di Hizen.

## Biografia
Takanobu fu il primogenito di Ryūzōji Chikaie, ucciso da Baba Yorichika nel 1544, e un pronipote di Ryūzōji Iekane. Diventò un monaco in giovane età ed era conosciuto come Engetsu. Verso i 18 anni tornò alla vita secolare e nel 1548 divenne capo di entrambi i rami principali del clan Ryūzōji (dopo la morte di Ryūzōji Tanehide). Alcuni servitori avevano proposto che il figlio di Tanehide, Ryūzōji Ienari, fosse nominato signore, mentre altri dubitavano dell'abilità di Takanobu di guidare il clan. Ma Takanobu si dimostrò un ottimo comandante: nel 1553 si ribellò al suo signore, Shōni Tokinao e rese il clan indipendenti dal clan Shōni.
L'anno seguente conquistò il castello di Saga e incalzò Tokinao fino alla provincia di Chikugo dove lo uccise; successivamente, con l'aiuto dei clan Ōtomo e Ōuchi, mise definitivamente fine a secoli di dominio della famiglia Shōni. Takanobu estese il suo potere sulla provincia di Hizen, lottando nella regione di Sonogi con i clan Ōmura e Arima. Entrò poi in conflitto con gli Ōtomo della provincia di Bungo e inflisse loro una sonora sconfitta nella battaglia di Imayama del 1570, grazie all'aiuto di Nabeshima Naoshige. La sconfitta degli Ōtomo nella battaglia di Mimigawa nel 1578 per mano del clan Shimazu diede l'occasione a Takanobu di espandersi nella provincia di Higo e ad est di Hizen a spese degli indeboliti Ōtomo, e questo gli valse il titolo di Signore di cinque province. Sconfisse un esercito Ōtomo nella provincia di Chikugo nel 1579 e attaccò le terre del clan Ōmura nello stesso periodo, costringendo la sottomissione di quest'ultimo nel 1580. 
Takanobu entrò poi in conflitto con il clan Shimazu sulla provincia di Higo dopo il 1580, mentre gradualmente conquistò anche la penisola di Shimabara degli Arima. Nel 1584 radunò un esercito di circa 20.000 uomini e marciò contro Arima Harunobu, le cui esigue forze furono sostenute da Shimazu Iehisa, a cui Harunobu aveva chiesto aiuto. Nella battaglia di Okitanawate, Takanobu guidò ben 30.000 uomini contro la coalizione Shimazu-Arima, ma la battaglia andò male per lui: dopo un'iniziale vantaggio, i suoi uomini vennero respinti dagli Arima, quindi gli Shimazu irruppero a sorpresa nel posto di comando di Takanobu e lo uccisero, innescando una disfatta generale delle forze Ryūzōji. Quando seppero della morte di Takanobu, anche molti altri clan minori nella penisola di Shimabara sottomessi dai Ryūzōji si sollevarono. Dopo la morte di Takanobu, suo figlio e successore Masaie si sottomise agli Shimazu fino all'arrivo di Toyotomi Hideyoshi, che diede inizio alla campagna di Kyūshū. 
Il soprannome di Takanobu fu "Orso di Hizen" (Hizen no kuma), probabilmente in riferimento alla sua abitudine di indossare pelle d'orso sulla sua armatura. Si racconta però anche che era dedito all'abuso di alcol, e dal 1580 mostrava segni di alcolismo avanzato, tra cui un ottundimento delle sue capacità mentali e un aumento della circonferenza alla vita; nella sua ultima battaglia a Okitanawate, fu persino portato in un palanchino, poiché era fisicamente incapace di cavalcare.
Ebbe altri due figli oltre a Masaie, di nome Ietane e Ienobu.